# Decatropis paucijuga
Espèce
Classification phylogénétique
Statut de conservation UICN

 EN  : En danger
Decatropis paucijuga est une espèce de plantes du genre Decatropis de la famille des Rutaceae.